# جواو مينديز
جواو مينديز هو مخرج برتغالي، ولد في 18 يونيو 1919 في لشبونة في البرتغال، وتوفي بنفس المكان في 28 أغسطس 1997.

## وصلات خارجية
- جواو مينديز على موقع IMDb (الإنجليزية)
- جواو مينديز على موقع قاعدة بيانات الأفلام السويدية (السويدية)
- جواو مينديز على موقع قاعدة بيانات الفيلم (الإنجليزية)
- جواو مينديز على موقع كينوبويسك (الروسية)